# Dihelus hylaevorus
Dihelus hylaevorus là một loài tò vò trong họ Ichneumonidae.